# Den Bjergtagne (Gade)
Den Bjergtagne (Deens voor Slaaf/Gevangene van bergen) is een compositie van Niels Wilhelm Gade. Hij zette muziek onder de tekst I bjerget der er et underligt land van Carsten Hauch van wie hij meer teksten leende voor muziek, zie Tre digte av Carsten Hauch. 
Een andere Deense componist Frederik Rung gebruikte dezelfde tekst voor lied nummer een uit zijn Fire sange opus 14. Ook Waage Matthison-Hansen gebruikte de tekst. Edvard Grieg componeerde ook een werk met de titel Den Bjergtagne, maar gebruikte een andere tekst.
Geen van de werken wist een plaats in het standaardrepertoire binnen de klassieke muziek te bemachtigen. 